# Escarabèids
Els escarabèids o escarabeids (Scarabaeidae) són una de les grans famílies de coleòpters amb gairebé 30.000 espècies descrites. La seva mida oscil·la entre 2 i 180 mm, i algunes de les seves espècies es compten entre els insectes actuals més voluminosos (Goliathus spp., Dynastes hercules).
Presenten una enorme diversitat, tant en aspecte com en modes de vida, des de copròfags (Scarabaeinae, Aphodiinae), fusta en descomposició (Dinastinae), flors o fulles (Rutelinae, Cetoniinae, Melolonthinae), etc.
Moltes espècies són molt preades pels col·leccionistes; n'existeix un comerç internacional, no sempre legal, ja que algunes estan protegides per la llei.

## Taxonomia
Segons la darrera revisió de les famílies de coleòpters, els escarabeids inclouen les següents subfamílies:
- Subfamília Lithoscarabaeinae †Nikolajev, 1992
- Subfamília Chironinae Blanchard, 1845
- Subfamília Aegialiinae Laporte, 1840
- Subfamília Eremazinae Iablokoff -Khnzorian, 1977
- Subfamília Aphodiinae Leach, 1815
- Subfamília Aulonocneminae Janssens, 1946
- Subfamília Termitotroginae Wasmann, 1918
- Subfamília Scarabaeinae Latreille, 1802
- Subfamília Prototroginae † Nikolajev, 2000
- Subfamília Cretoscarabaeinae † Nikolajev, 1995
- Subfamília Dynamopodinae Arrow, 1911
- Subfamília Phaenomeridinae Erichson, 1847
- Subfamília Orphninae Erichson, 1847
- Subfamília Allidiostomatinae Arrow, 1940
- Subfamília Aclopinae Blanchard, 1850
- Subfamília Melolonthinae Leach, 1819
- Subfamília Rutelinae MacLeay, 1819
- Subfamília Dynastinae MacLeay, 1819
- Subfamília Cetoniinae Leach, 1815

Algunes de les subfamílies esmentades han estat considerades en un moment o altre com a famílies independents (Aphodiidae, Cetoniidae, etc.).